# Rudy Giuliani
Rudolph William Louis Giuliani (n. 28 mai 1944, New York City, New York, SUA) este un politician, om de afaceri și avocat american cu origini italiene, care a fost al 107-lea primar al New York-ului în perioada 1994-2001.

### Relația cu Donald Trump

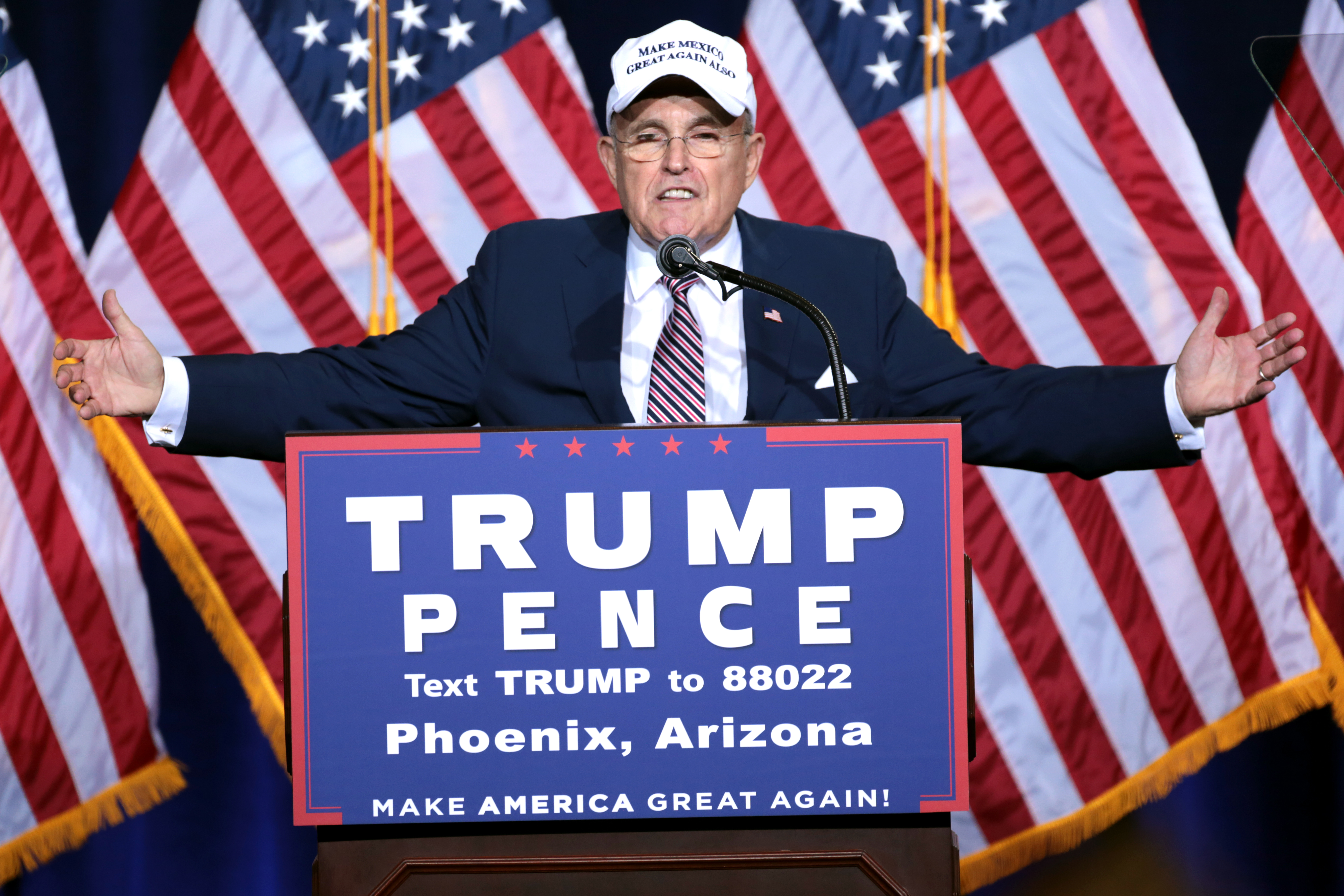
Giuliani a vorbit la un eveniment de campanie pentru candidatul la președinția republicană Donald Trump, la 31 august 2016

## Cariera politică

### Susținător al campaniei prezidențiale
Giuliani l-a susținut pe Donald Trump la alegeri prezidențiale în Statele Unite ale Americii, 2016. El a susținut un discurs în prima seară a Convenției naționale republicane din 2016. Mai devreme în acea zi, Giuliani și fostul candidat la președinție din 2016, Ben Carson, au apărut la un eveniment pentru pro-Trump Great America PAC. Giuliani a apărut, de asemenea, într-o reclamă Great America PAC intitulată „Leadership”. Aparițiile lui Giuliani și Jeff Sessions au fost elemente de bază la mitingurile din campania lui Trump.
În timpul campaniei, Giuliani l-a lăudat pe Trump pentru realizările sale din întreaga lume și pentru a-i ajuta pe colegii din New York-ul în momentul în care au nevoie. El l-a apărat pe Trump împotriva acuzațiilor de rasism, agresiune sexuală, și de a nu plăti impozite federale pe venit timp de două decenii.
În august 2016, Giuliani, în timp ce făcea campanie pentru Trump, a susținut că, în „opt ani înainte ca Obama” să devină președinte, „nu am avut niciun atac terorist islamic radical de succes în Statele Unite”. Dimpotrivă, 11 septembrie s-a întâmplat în timpul primului mandat al lui George W. Bush. Politifactul a adus încă patru contra-exemple (tragerea la Aeroportul Internațional Los Angeles din 2002, atacurile cu luneta din 2002 din D.C., atacul Federației Evreiești din Seattle din 2006 și atacul SUV al UNC din 2006) la pretenția lui Giuliani. Mai târziu, Giuliani a spus că folosește „limbajul prescurtat”.
Se credea că Giuliani este o alegere probabilă pentru secretarul de stat în administrația Trump. Cu toate acestea, la 9 decembrie 2016, Trump a anunțat că Giuliani și-a scos numele din considerație pentru orice post de cabinet.

#### Consilier al președintelui
La 12 ianuarie 2017, președintele ales l-a numit pe Giuliani consilierul său informal pentru securitate cibernetică. Statutul acestui rol informal pentru Giuliani nu este clar deoarece, în noiembrie 2018, Trump a creat Agenția de securitate cibernetică și securitate a infrastructurii (CISA), condusă de Christopher Krebs în calitate de director și Matthew Travis în funcția de deputat.
În ianuarie 2017, Giuliani a spus că l-a sfătuit pe președintele Trump în chestiuni legate de Ordinul executiv 13769, care interzicea cetățenilor a șapte țări cu majoritate musulmană să intre în Statele Unite pentru 90 de zile. Ordinul a suspendat, de asemenea, admiterea tuturor refugiaților timp de 120 de zile.
Giuliani a examinat legăturile sale cu națiunile străine, în ceea ce privește neînregistrarea conform Legii privind înregistrarea agenților străini (FARA).

### Lobbying în România
În august 2018, Giuliani a fost reținut de Freeh Group International Solutions, o firmă globală de consultanță condusă de fostul director FBI Louis Freeh, care i-a plătit o taxă pentru a face lobby președintelui român Klaus Iohannis pentru a schimba politica anticorupție a României și a reduce rolul național a Direcției Anticorupție. Giuliani a susținut că eforturile anticorupție au mers prea departe.

### Pierce Bainbridge Beck Price & Hecht și Davidoff Hutcher & Citron
Pe 9 noiembrie 2019, în timpul scandalului din Ucraina, Giuliani a reținut doi avocați la firma de avocatură din Los Angeles Pierce Bainbridge Beck Price & Hecht, care i-a reprezentat și pe George Papadopoulos și Tulsi Gabbard și un avocat cu firma de avocatură din New York Davidoff Hutcher & Citron l-a reprezentat anterior pe Michael Cohen.